# Obages flavosticticus
Obages flavosticticus är en skalbaggsart som beskrevs av Stefan von Breuning 1939. Obages flavosticticus ingår i släktet Obages och familjen långhorningar. Inga underarter finns listade i Catalogue of Life.